# Lepturges alboscriptus
Lepturges alboscriptus är en skalbaggsart som beskrevs av Bates 1863. Lepturges alboscriptus ingår i släktet Lepturges och familjen långhorningar. Inga underarter finns listade i Catalogue of Life.